# Limes Saxoniae

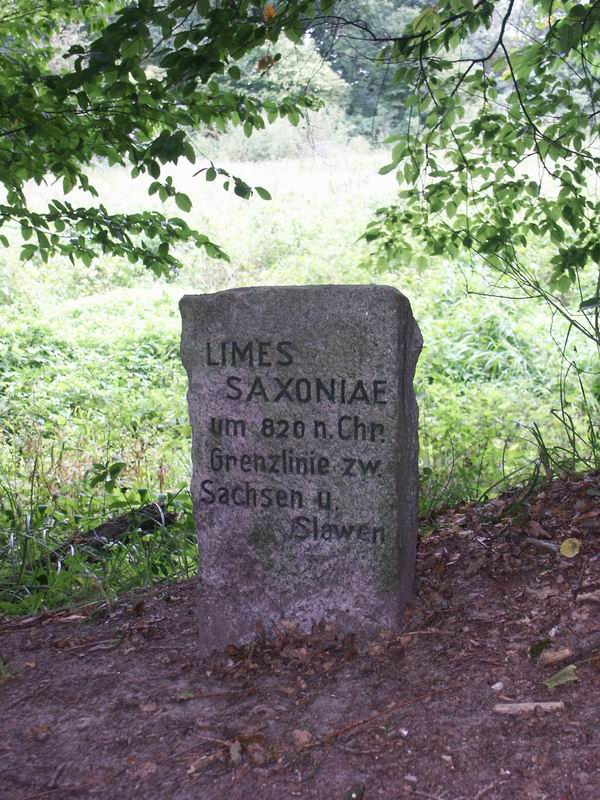
Limes Saxoniae bei Hornbek

Der Limes Saxoniae (dt. „sächsischer Limes“) war eine unbefestigte Grenze, die seit ungefähr 809 den fränkischen Einflussbereich im sächsischen Nordalbingien von dem Gebiet der slawischen Abodriten trennte.

## Geschichtlicher Hintergrund
Der Limes Saxoniae, also die „Grenze Sachsens“ zu den Abodriten, wurde von Karl dem Großen 809 bei seinem letzten Aufenthalt in Norddeutschland durch Vertrag mit den Abodriten vereinbart, als auch die Eider als nördliche Reichsgrenze festgeschrieben wurde. Mit dieser Grenzziehung wurde das 804 von Karl dem Großen den Abodriten überlassene sächsische Gebiet dem Fränkischen Reich einverleibt, das nun auf einem schmalen Streifen zwischen der Levensau und der Schwentine bis an die Ostsee stieß. Bei dieser Grenze handelte es sich jedoch nicht um eine durchgehend befestigte Wehranlage, sondern eine mitten in einem schwer zu durchdringenden Sumpf- und Waldland, der eigentlichen Grenzzone, definierten Linie. Auch eine nur punktuelle Grenzbefestigung am „Limes“ ist nicht bekannt. So konnte dieser keinen nachhaltigen Schutz vor Überfällen und Eroberungen durch die Abodriten bieten, die beispielsweise 1066 und 1072 bis Hamburg vordrangen und die Stadt zerstörten.

## Verlauf

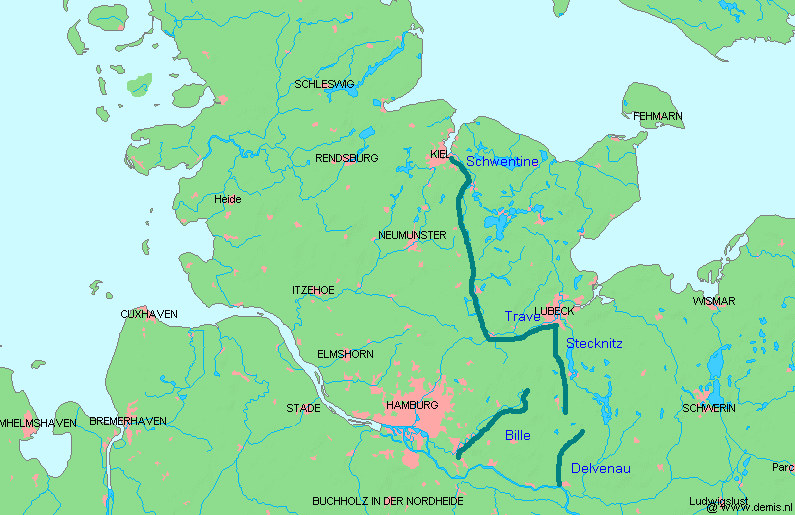
Limes Saxoniae

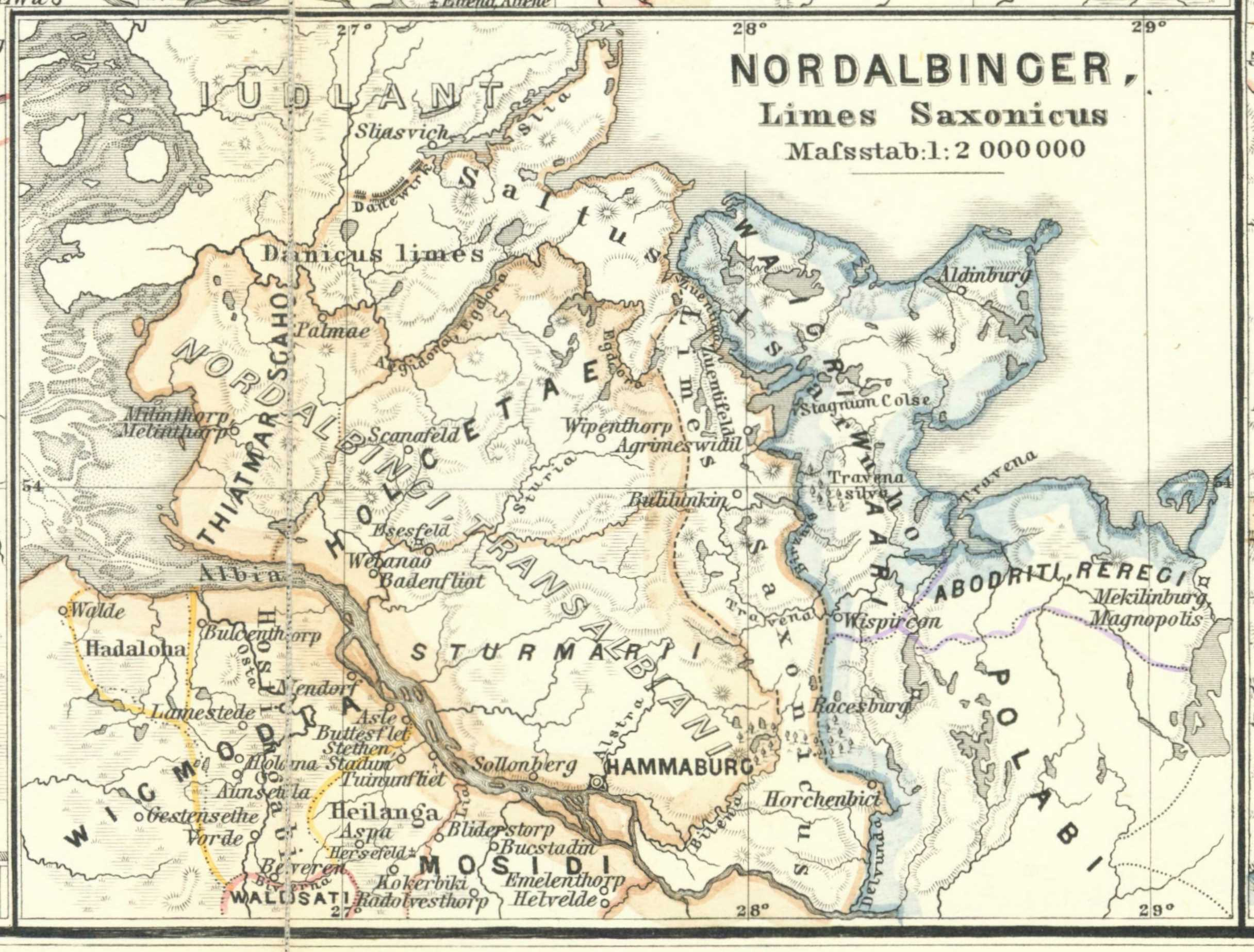
Der Verlauf des Limes auf einer Karte von 1873

Der Verlauf folgt im Wesentlichen natürlichen Hindernissen, Flüssen, Sümpfen sowie unwegsamen Wäldern und ist keineswegs so scharf umrissen oder gar befestigt wie der römische Limes.
Adam von Bremen beschrieb um 1075 in der von ihm verfassten „Hamburger Kirchengeschichte“  den Grenzverlauf unter Berufung auf eine Urkunde aus der Zeit Karls des Großen wie folgt:
Invenimus quoque limitem Saxoniae, quae trans Albiam est, prescriptum et Karolo et imperatoribus ceteris, ita se continetem, hoc est:

Ab Albiae ripa orientali usque ad rivulum quem Sclavi Mescenreiza vocant,

a quo sursum limes currit per silvam Delvunder usque in fluvium Delvundam.

Sicque pervenit in Horchenbici et Bilenispring ;

inde ad Liudwinestein et Wispircon et Birznig progreditur.

Tunc in Horbinstenon vadit usque in Travena silvam, sursumque per ipsam in Bulilunkin.

Mox in Agrimeshou, et recto ad vadum, quod dicitur Agrimeswidil, ascendit.

Ubi et Burwido fecit duellum contra campionem Sclavorum, interfecitque eum; et lapis in eodem loco positus est in memoriam.

Ab eadem igitur aqua sursum procurrens terminus in stagnum Colse vadit;

sicque ad orientalem campum venit Zuentifeld, usque in ipsum flumen Zuentinam.

Per quem limes Saxoniae usque in pelagus Scythicum et mare, quod vocant orientale, delabitur.
Auch ich habe eine Festlegung der sächsischen Grenze jenseits der Elbe durch Karl den Großen und andere Kaiser gefunden;

sie verläuft folgendermaßen:

Vom Ostufer der Elbe bis zu dem Flüsschen, das die Slawen Mescenreiza nennen.

Oben trennt sich der Limes von ihm und verläuft im Delvenauwalde bis an die Delvenau.

Von ihr kommt man an den Hornbeker Mühlenbach und an die Billequelle.

Von da geht man weiter zum Liudwinestein, an die Weisebirken und die Barnitz.

Dann läuft sie auf die Sumpfbeste bis zum Travewald und aufwärts durch diesen zur Blunkerbach-Niederung.

Dann führt sie zum Ackerrandwald und steigt geradenwegs an bis zur Furt über den Ackerrandbach.

Dort bestand Burwido einen Zweikampf gegen einen Slawenkämpen, den er tötete. Hier steht ein Gedenkstein.

Von diesem Gewässer weg läuft die Grenze oben und fällt in den Stocksee ab.

Dann kommt man an das östliche Schwentinefeld und an die Schwentine selbst.

An ihr läuft die Sachsengrenze aus in Skytenmeer und Ostsee.

## Wissenschaftliche Kontroversen

### Um den Verlauf der Grenze

#### Darstellung Budesheims
In seiner 1984 veröffentlichten Dissertation Die Entwicklung der mittelalterlichen Kulturlandschaft des heutigen Kreises Herzogtum Lauenburg unter besonderer Berücksichtigung der slawischen Besiedelung stellte der Germanist und Geograph Werner Budesheim u. a. fest:

„Trotz der Fülle der Arbeiten, die über den Limes Saxoniae verfaßt worden sind, ist es doch bis heute nicht gelungen, seinen Verlauf lückenlos zu klären. Drei Quellen, in der Reihenfolge ihrer zunehmenden Wichtigkeit angeführt, werden gewöhnlich bei dieser Diskussion bemüht:
1. Reichsannalen 822: [‚Unterdessen erbauten die Sachsen auf Befehl des Kaisers eine Burg jenseits der Elbe an einem Ort namens Delbende, nachdem sie von dort die Slawen vertrieben hatten, die ihn zuvor besetzt hatten, und belegten sie mit einer Besatzung aus Sachsen gegen deren Einfälle.‘] … Es gibt … derzeit noch keinen konkreten Anhaltspunkt, wo diese Burg zu finden ist. Es scheint noch nicht einmal sicher, ob diese Burg nun jenseits oder diesseits des von Karl festgelegten Limes zu suchen ist. Denn die Obodriten sind inzwischen nicht mehr Bundesgenossen der Franken, sondern Feinde, und eine ehemals vereinbarte Grenze verliert im Kriege ihre Rechtsfunktion. Es scheint also sinnlos, das Delbende-Kastell mit dem Limes überhaupt in Verbindung bringen zu wollen.
2. Reichsannalen 817: [‚Als die Nachricht von dem Abfall der Abodriten und des Sclaomir kam, ließ Ludwig der Fromme nur durch einen Gesandten den Grafen, die zum Schutze des Landes an der Elbe ihren Sitz hatten, den Befehl zugehen, die ihnen anvertrauten Grenzen zu sichern.‘] … Diese Anmerkung, daß nach dem Abfall der Obodriten die ‚Grenzen zu sichern‘ seien, kann schon eher als Hinweis auf eine früher mit ihnen vereinbarte Grenze, also den Limes, verstanden werden, wenngleich auch hierüber letzte Sicherheit fehlt, da Grenzen, wie auch immer sie zu verstehen seien, bei Anbruch eines Krieges nun mal zu verteidigen sind.
3. Der Bericht Adams von Bremen … ist zwar erst in der zweiten Hälfte des 11. Jahrhunderts verfaßt, beruft sich aber auf ältere Vorlagen aus der Zeit Karls des Großen. Einigkeit bezüglich des Limesverlaufes nach dem Adam-Bericht besteht weitgehend da, wo sich die bei ihm angeführten topographischen Begriffe etymologisch mit einem heute noch vorhandenen Namen gleichsetzen lassen wie im Untersuchungsgebiet bei ‚fluvius Delvunda‘ = Delvenau, ‚Horchenbici‘ = Hornbek und ‚Bilenispring‘ = Billequelle. Da, wo dies aber nicht möglich ist, konkurrieren nach wie vor verschiedene Interpretationen miteinander. Es gibt für beinahe jede von ihnen mehr oder weniger gute Gründe, und so muß man sich von Fall zu Fall entscheiden, welcher man an welcher Stelle den Vorzug gibt. …
Als Prinzipien der Limesführung im Kreis Herzogtum Lauenburg stellten sich heraus:
a) die nasse Grenze der Bach- und Flußläufe sowie des Koberg-Linauer Moors,
b) die trockene Grenze auf der Wasserscheide der Bäche zwischen zwei benannten Fixpunkten.
Der Limes nach Adam von Bremen war damit weder Grenzraum noch Grenzsaum, sondern als Linie definiert wie eine heutige Grenze.
Wie lange diese Grenze als solche funktionierte und damit die wechselseitige volksmäßige und siedlungsmäßige Durchdringung verhinderte, d.h. letztlich, danach zu fragen, welchen Einfluß sie auf die Siedlungsentwicklung vom 9. bis zum 12. Jahrhundert ausübte, kann nur über den Umweg anderer Methoden, also indirekt, erschlossen werden.“

#### Darstellung Willners
Den Verlauf des Limes Saxoniae fasste der inzwischen verstorbene Historiker und Germanist Heinz Willner in seinem Buch Limes Saxoniae. Die Wiederentdeckung einer lange vergessenen Grenze 2011 so zusammen:

„Um 810 setzte der Landesherr Karl der Große eine Grenzscheide, den limes Saxoniae, zwischen die nordelbisch-sächsischen Stämmen der Holtsaten, Dithmarscher und Stormarn einerseits und den slawischen Stämmen der abotritischen Wagrier und Polaben andererseits. Diese rationale Linie stellte eine ethnische Scheide dar, die auf kürzestem Wege von einem Ostpunkt am Ufer des damaligen Elbverlaufs auf den südlichen Teil der Kieler Förde zulief. Sie war zugleich auch eine rationelle Linie, indem sie topografisch zweckdienlich Flussläufe, Sumpfzonen, Feuchtgebiete, Höhen und Wasserscheiden einbezog. Die Grenze lief von einem konkret benannten Fixpunkt zum anderen und führte genau definiert wieder zum nächsten festen Punkt.
Im ersten Teil dieser Schrift wird die damalige Naturlandschaft rekonstruiert, werden die Fixpunkte der Grenze, deren Örtlichkeiten und sprachliche Bedeutungen erläutert und der Verlauf des limes Saxoniae von der Elbe bis zur Ostsee beschrieben und begründet. … Der Isarnho in Ostholstein, der sächsische Urwohld an der Bille und der Delvunderwald an der Delvenau waren zwar dichte, verfilzte Urwälder, aber quer hindurch zog sich nun die von einem fränkischen Spezialtrupp aus hölzernen Hindernissen und Dornengestrüpp geschaffene Grenze.“

#### Kritik Budesheims an Willner
Werner Budesheim kritisierte das Buch Willners scharf:

„Die Arbeit kann bestenfalls als ‚unterhaltend’ bezeichnet werden (aber auch das ist zweifelhaft). Von ‚Wiederentdeckung’ kann überhaupt keine Rede sein. Es ist ein Nachschreiben älterer Literatur und eine Aufstellung unbewiesener Behauptungen.
Ein pauschales Halbwissen wird eingesetzt, um Tatsachen und fundierte wissenschaftliche Ergebnisse zu verbiegen, sie mit Behauptungen zu vermischen, so dass am Ende das herauskommt, was man haben will.
Die Arbeit ist wissenschaftlich wertlos, sie ist nicht zitierfähig.“

### Um die Bedeutung der Grenze

#### Produkt einer Geschichtsfälschung?
Der Historiker Oliver Auge schrieb im Jahr 2014:

„Nach Westen grenzte, gängigen Geschichtsdarstellungen zufolge, der sogenannte Limes Saxoniae seit dem Beginn des 9. Jahrhunderts den Siedlungsbereich der slawischen Wagrier und Polaben von dem der sächsischen Nachbarn ab. Im Unterschied zum Danewerk soll es sich dabei freilich nicht um einen befestigten Wall gehandelt haben, wie der Name zunächst glauben macht, sondern um einen breiteren, weitgehend unbesiedelten Grenzsaum, dessen Verlauf sich an Wasserläufen und einzelnen Geländepunkten orientierte und in dessen weiterer Umgebung sich auf beiden Grenzseiten Burganlagen konzentrierten; von diesen aus wurde der betreffende Teil des Landes kontrolliert. Die Einrichtung des Limes Saxoniae soll eine Folge der herrschaftlichen Einbeziehung der nordelbischen Sachsen in das Karolingerreich im 1. Jahrzehnt des 9. Jahrhunderts gewesen sein.
Nach neueren, noch weiter zu diskutierenden Thesen existierte dieser Limes Saxoniae allerdings überhaupt nicht, sondern war das Produkt einer Geschichtsfälschung Erzbischof Adalberts und seines Schulmeisters Adam von Bremen.
Das machtpolitische Eindringen der Franken in den Raum nördlich der Elbe wurde jedenfalls 810 durch den Bau des Kastells Esesfeld am Nordufer der Stör unmittelbar beim heutigen Itzehoe und die Stationierung einer fränkischen Besatzung abgesichert.“

#### Eine Form der slawischen Grenzorganisation?
Der Historiker Matthias Hardt hielt bei der Tagung „Der Limes Saxoniae – Fiktion oder Realität?“ im Oktober 2017 in Oldenburg in Holstein einen Vortrag, über den Henning Andresen und Stefan Brenner vom Historischen Seminar der Christian-Albrechts-Universität zu Kiel berichteten:

„Matthias Hardt (Leipzig) versuchte in seinem Vortrag, ein Bild des Limes Saxoniae als slawischer Außengrenze zu präsentieren, und nahm damit eine polabisch-abodritische Perspektive auf diese Grenzregion ein. Unter Verwendung vieler verschiedener Beispiele aus Früh- und Hochmittelalter, die von den Awarenringen über die Befestigungs- und Verteidigungsanlagen der Ungarn bis zu den Grenzsicherungsbauten der Böhmen reichten, präsentierte Hardt die Hage, unpassierbare Verhaue aus verkeilten Baumstämmen und Dornendickicht, als effektive und häufig anzutreffende Form der slawischen Grenzorganisation in Ostmitteleuropa. Als zentrale These seines Vortrags lässt sich die Annahme herausarbeiten, dass diese Form der Grenzanlage auch hinsichtlich der slawischen Grenzrealisierung am Limes Saxoniae Verwendung gefunden habe, auch wenn dafür, nicht zuletzt aufgrund der Vergänglichkeit jener Materialien, kaum archäologische Beweise herangezogen werden könnten. Als Beleg dafür zog Hardt slawische Toponyme heran, welche auf Mannhagen, Presieken und andere Bezeichnungen verwiesen und an rekonstruierten Verläufen des Limes Saxoniae anzutreffen seien.“

#### Begrenzte Möglichkeiten zur Erhaltung solcher Einrichtungen?
Günther Bock kritisierte die 1991 von Hardt für die Zeiten Karls des Großen postulierte „systematische militärisch-politische Organisation des Grenzsaumes“ vorrangig an der mittleren Elbe mit dem Argument, er hätte die begrenzten Möglichkeiten der Herrschaftsträger vor der Herausbildung landesherrschaftlicher Strukturen im Spätmittelalter übersehen. Sie seien schwerlich in der Lage gewesen, über lange Zeiträume hinweg derartige Einrichtungen am Leben zu erhalten.

#### Darstellung Willners und Kritik daran
In seinem Buch Limes Saxoniae. Die Wiederentdeckung einer lange vergessenen Grenze fasste Heinz Willner 2011 die gängige Geschichtsdarstellung folgendermaßen zusammen:

„Der zweite Teil befasst sich mit dem historischen Umfeld des limes Saxoniae, mit der fränkischen Reichskonzeption, mit den Befestigungsanlagen jener Zeit, mit dem Mannhagen-Problem, mit dem Ende der slawischen Herrschaft in Nordelbien und der hochmittelalterlichen Besiedlung Ostholsteins und Lauenburgs: Der Isarnho in Ostholstein, der sächsische Urwohld an der Bille und der Delvunderwald an der Delvenau waren zwar dichte, verfilzte Urwälder, aber quer hindurch zog sich nun die von einem fränkischen Spezialtrupp aus hölzernen Hindernissen und Dornengestrüpp geschaffene Grenze.
Schon seit der Bronzezeit zogen durch diesen Urwald Heerwege des Ost-West-Handels, die jetzt mit der Grenze kollidierten. An Konzentrationspunkten wurden bei Ein- oder Austritt des wechselseitigen Verkehrs Kontrollstellen in Form raffinierter Sperrverhaue eingerichtet, die den Verkehr überwachten. Dennoch kam es zu häufigen Raubzügen und Überfällen, unter denen vor allem Holtsaten und Stormarn, später auch die Dithmarscher zu leiden hatten. Das germanisch-sächsische Verteidigungssystem unter Führung der Overboden war schwerfällig und kaum geeignet, abotritische Plünderungszüge zu verhindern.
Der sich steigernde slawische Siedlungsdruck richtete sich nach Westen und überschritt entschieden die Limeslinie. Die sächsische Siedlung hingegen zog sich nur zögernd nach Osten, hielt aber in respektvoller Distanz zur Limeslinie westlich davor an. Es musste unausweichbar zu existenzgefährdenden kriegerischen Verwicklungen kommen. Das slawisch-sächsische Spannungsverhältnis entlud sich in den Jahren 1066 und 1072 furchtbar. Der slawische Terroraufstand war Folge einer unglücklichen christlichen Mission, charakterlichen Fehlverhaltens und niederträchtiger Gesinnung von Fürsten beider Seiten und der Hetze der slawischen Priesterschaft. Nordelbien glich danach einer Wüstenei. Nur die Bökelnburg und die Burg Esesfeld hielten stand.
1093 siegten das vereinigte Kampfaufgebot der Dithmarscher, Holsten, Stormarner und Barden bei Schmilau über die Slawen. Doch wieder erstarkte danach bei den Slawen die christen- und sachsenfeindliche Partei, angetrieben von führenden slawischen Priestern, vertreten durch die slawischen Fürsten Niklot und Pribislaw. Wieder wurde Holstein und Stormarn zur Einöde, brannten die Orte, flohen die Sachsen in die Wälder.
Der deutsche Graf Heinrich von Badewide fiel mitten im Winter 1138/39 überraschend mit überlegener Taktik ins slawische Wagrien ein und eroberte das ganze Land zwischen Kieler Förde, Schwale, Trave und Ostsee, also ganz Ostholstein. Im Sommer darauf führten ebenfalls die Holsten (wohl unter ihrem Overboden) einen Rachefeldzug gegen die Slawen. Überraschend brach die Macht der slawischen Fürsten in Wagrien zusammen.
Unter Adolf II., der in Holstein als Graf eingesetzt worden war, begann die genial geplante, friedfertig verlaufende Besiedlung Wagriens. Heinrich der Löwe vereinigte Holstein, Stormarn und Wagrien zu einer Grafschaft, die sodann Adolf II. unterstand. Heinrich von Badewide eroberte das Polabenland südlich der Trave mit den Ländern Ratzeburg, Boitin, Gadebusch, Wittenburg und Boizenburg (Delbende?) und wurde mit der Grafschaft Ratzeburg belehnt. In Ostholstein und Lauenburg begann nun die Besiedlung mit deutschen Bauernfamilien, die vor allem aus dem nordwestlichen deutschen Reichsgebiet kamen. Damit begann die friedliche Entwicklung Ostholsteins und Lauenburgs, und der limes Saxoniae wurde nach 350 Jahren überflüssig.“

Günther Bock, gelernter Grafiker und Mitglied im Arbeitskreis für Wirtschafts- und Sozialgeschichte Schleswig-Holsteins, beurteilte das Buch Willners kritisch so:

„Klaffen bei der Gestaltung dieses Produktes Anspruch und Realisierung in denkbar größtem Maße auseinander, so bleibt die wissenschaftliche Qualität das entscheidende Kriterium zum Erwerb eines solchen Bandes. Bei dieser erstaunt die simple Schwarz-Weiß-Malerei: ‚Die Slawen waren 983 plündernd, sengend und mordend weit nach Westen durchgebrochen‘ (S. 14), es gab ‚entsetzliche Slawenaufstände‘ (S. 330), während hingegen Graf Adolf II. ‚weise und mäßigend‘ (S. 331) wirkte, als ‚Sieger verhielt [er] sich den Besiegten gegenüber großmütig‘ (S. 376), er ‚begann die genial geplante, friedfertig verlaufende Besiedlung Wagriens‘ (S. 437). Dass die von Willner angeführte Literatur nicht selten dicke Patina angesetzt hat, beziehungsweise einer längst überholten ideologischen Ausrichtung folgt, korrespondiert mit dieser Sichtweise.“

#### Thesen von Günther Bock
Günther Bock schrieb 2012 mit seinem „neuen Blick auf die Geschichte“ zunächst eher vage:

„Tatsächlich sollte man diese merkwürdige Grenze kritischer sehen, zumal vieles dafür spricht, dass es sich bei ihr um nicht mehr als den 1062 unternommenen Versuch des Hamburg-Bremer Erzbischofs Adalbert handeln dürfte, die Grenze seiner Erzdiözese auf Kosten seines Suffraganbistums Oldenburg in östliche Richtung vorzuverlegen. Dessen ungeachtet dürfte der Text reale topographische Gegebenheiten des 11. Jahrhunderts beschreiben.“

Dann 2013 sehr viel deutlicher:

„Wird der ‚Limes Saxoniae‘ heute immer noch als karolingische Grenze beschworen, stellt man Deutsche und Slawen unhistorisch ausschließlich blutig kämpfend gegeneinander, dann sollte man sich bewusst sein, damit letztlich völkisches Denken zu pflegen – dumpfe Vorstellungen, die im nationalsozialistischen Rassenwahn gipfelten. Wer heute den ‚Limes Saxoniae‘ als ‚alte Grenze‘ wiederzubeleben versucht, sei es in Form von Wanderungen, Limestagen, Gedenktafeln, Events oder wie auch immer, der begibt sich in der Konsequenz auf ein gefährliches Terrain, wo möglicherweise der ‚Slawe‘ als Chiffre, als Versatzstück, für heute von bestimmten Kreisen erwünschte Ausgrenzungen unerwünschter Mitbürger fungiert.
Der ‚Limes Saxoniae‘ war nichts anderes als eine Fälschung, die aus höchst materiellen Interessen im dritten Viertel des 11. Jahrhunderts von Erzbischof Adalbert und seinem Scholasten Adam in die Welt gesetzt wurde. Erst nach dem Tod des Erzbischofs grenzte sich Adam mittels seiner ‚Gesta‘ verbal von ihm ab, was ihn offenbar nicht davon abhielt, sein Fälscherwerk unter Erzbischof Liemar fortzusetzen. Als Fälschung, die sich im Groben an der zu der Zeit gültigen Verteilung von nordelbischen Siedlungsräumen oder Machtbereichen orientiert haben mag, hat der ‚Limes Saxoniae‘ weder etwas mit den Verhältnissen zu Zeiten Kaiser Karls des Großen im frühen 9. Jahrhundert noch mit denen unter Kaiser Otto dem Großen anderthalb Jahrhunderte später zu tun. Diese Fälschung aus Adams Feder führte vielmehr später ein Eigenleben, wurde im Sinne von Eric Hobsbawm von bestimmten Kreisen als ‚erfundene Tradition‘ instrumentalisiert.
Es ist an der Zeit, dieser Tradition die blinde Gefolgschaft aufzukündigen!“

Und 2015 betonte Bock noch einmal:

„Wo ältere Interpreten Rasse- und Kulturkämpfe zu beobachten meinten, mit den Slawen als feindlicher Bedrohung, erkennt die moderne Forschung differenzierte Übergangszonen und Kontakträume, in denen vielschichtige interethnische und interkulturelle Kontakte im Zuge unterschiedlichster gesellschaftlicher Prozesse stattfanden, die keines angeblichen Limes Saxoniae bedurften.“

Henning Andresen und Stefan Brenner berichteten über den Bock-Vortrag bei der Oktober-Tagung 2017 in Oldenburg „Der Limes Saxoniae – Fiktion oder Realität?“:

„Der letzte Vortrag wurde von Günther Bock (Großhansdorf) gehalten, der damit nicht nur die Sektion Geschichtswissenschaft abschloss, sondern zugleich auch die Reihe der Tagungsbeiträge beendete. Zentrales Moment seiner Ausführungen war die These, dass Adam von Bremen im Auftrag von Erzbischof Adalbert oder dessen Nachfolger Liemar den Limes-Text, der angeblich auf Grundlage einer Urkunde von Karl dem Großen entstanden sein soll, seiner Gesta Hammaburgensis ecclesiae pontificum gezielt und bewusst erfunden habe und dieser somit als Fälschung zu charakterisieren sei. Vielfache Parallelen zeigen sich in der gleichfalls von Adam überlieferten, Kaiser (!) Karl dem Großen zugeschriebenen Stiftungsurkunde des Bistums Bremen von 788. Zentral ist hier, dass der Limes-Text Adams nach Bocks Interpretation versuche, die Ostgrenze des Erzbistums Hamburg-Bremen nicht länger an der Bille enden zu lassen, sondern – gemäß seines postulierten Limesverlaufs – weiter östlich an der Delvenau. Als Kalkül hinter dieser Fälschung benennt Bock die Absicht Adalberts und des Erzbistums, das eigene Territorium auf Kosten der rivalisierenden Billunger zu erweitern, nicht zuletzt, um von den dadurch gesteigerten Einnahmen zu profitieren. Der von ihm exemplarisch näher untersuchte Limes-Abschnitt des Trave-Walds zeigt sich im Gegensatz zum Limes-Text vom 9. bis zum 12. Jahrhundert stets als intensiv besiedelte Region.“

Ihr Fazit: „Bocks These wurde im Nachgang kontrovers diskutiert.“

#### Zurückweisung der Einwände und Zweifel
Matthias Hardt hatte schon in einem Beitrag aus dem Jahr 2000 den Limes-Text als von Adam von Bremen zitierte „Urkunde“ verstanden und „nicht unbedingt berechtigte Zweifel an der Echtheit“ zurückgewiesen.

#### Die Argumente „de facto“-Existenz und „konkludentes Handeln“ beider Seiten
Und in der Diskussion um diesen Wikipedia-Artikel wurde die Meinung vertreten: „Diese Grenze existierte de facto und unabhängig von irgendwelchen Verträgen oder Vereinbarungen, sozusagen aus ‚konkludentem Handeln‘ heraus. Beide Seiten beanspruchten weder den Grenzstreifen noch Gebiete auf der anderen Seite, und das bereits vor der Zeit Karls des Großen und der Eingliederung der Sachsen in das fränkische Reich. Ob Karl der Große diese stillschweigende Vereinbarung zusätzlich durch einen Vertrag ausdrücklich definierte oder nicht, ändert nichts an der Existenz dieser Grenze.“